# Azilia marmorata
Azilia marmorata är en spindelart som beskrevs av Cândido Firmino de Mello-Leitão 1948. 
Azilia marmorata ingår i släktet Azilia och familjen käkspindlar. Artens utbredningsområde är Guyana. Inga underarter finns listade.